# P-chirální fosfiny

Dvojice P-chirálních „Kwonových fosfinů“

P-chirální fosfiny jsou organické sloučeniny fosforu se vzorcem PRR′R″, kde R, R′, R″ může být například H, alkyl nebo aryl. Jsou podskupinou chirálních fosfinů, sloučenin, kde chirální centrum může být i na atomu jiného prvku než fosforu. P-chiralita je způsobena vysokou bariérou inverze, která znesnadňuje racemizaci enantiomerů PRR'R". Hodnota bariéry inverze u triorganofosfinů není příliš ovlivňována navázanými substituenty. Oproti tomu u většiny aminů typu NRR′R″ probíhá rychlá pyramidální inverze.

## Oblasti výzkumu
Většina chirálních fosfinů patří mezi C2-symetrické difosfiny; jako příklady lze uvést DIPAMP a BINAP. Tyto sloučeniny se využívají jako chelatující složky katalyzátorů asymetrických hydrogenací a podobných reakcí. DIPAMP se připravuje oxidačním párováním z P-chirálního methylfenylanisylfosfinu.
P-chirální fosfiny mohou být využity v asymetrické katalýze. Zkoumají se jako ligandy pro asymetrické homogenní katalyzátory a jako nukleofily pro organokatalýzu.